# Тінговен-ан-де-Лек
Тінговен-ан-де-Лек (нід. Tienhoven aan de Lek) — село в нідерландській провінції Утрехт. Входить до муніципалітету Вейфгеренланден.
Його площа становить 4,35 км², а населення станом на 2021 рік складало 805 осіб.
Перша згадка про населений пункт датується 1253 роком.
До 1986 року мало статус окремого муніципалітету.

## Галерея

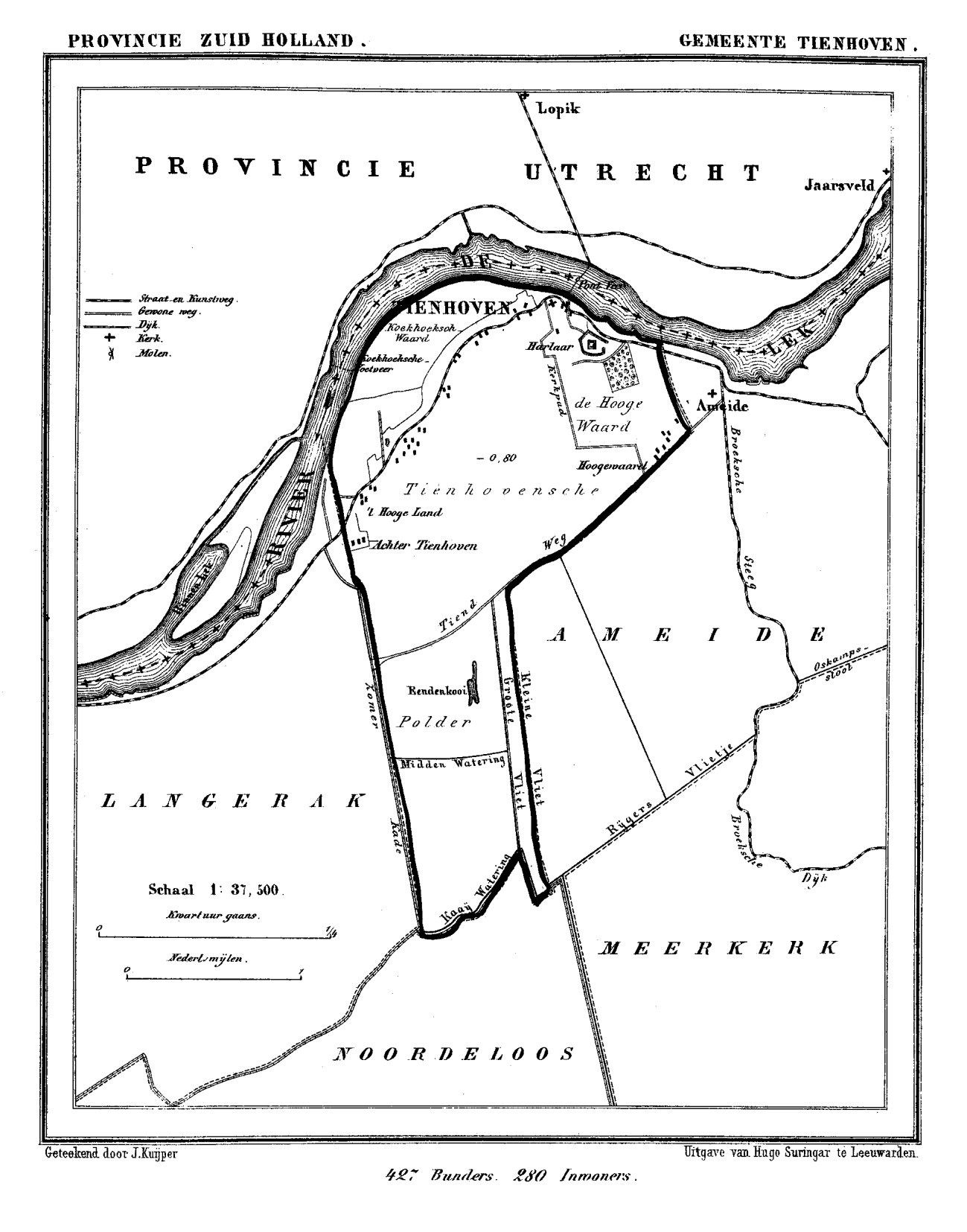
Мапа Тінговена (1866)
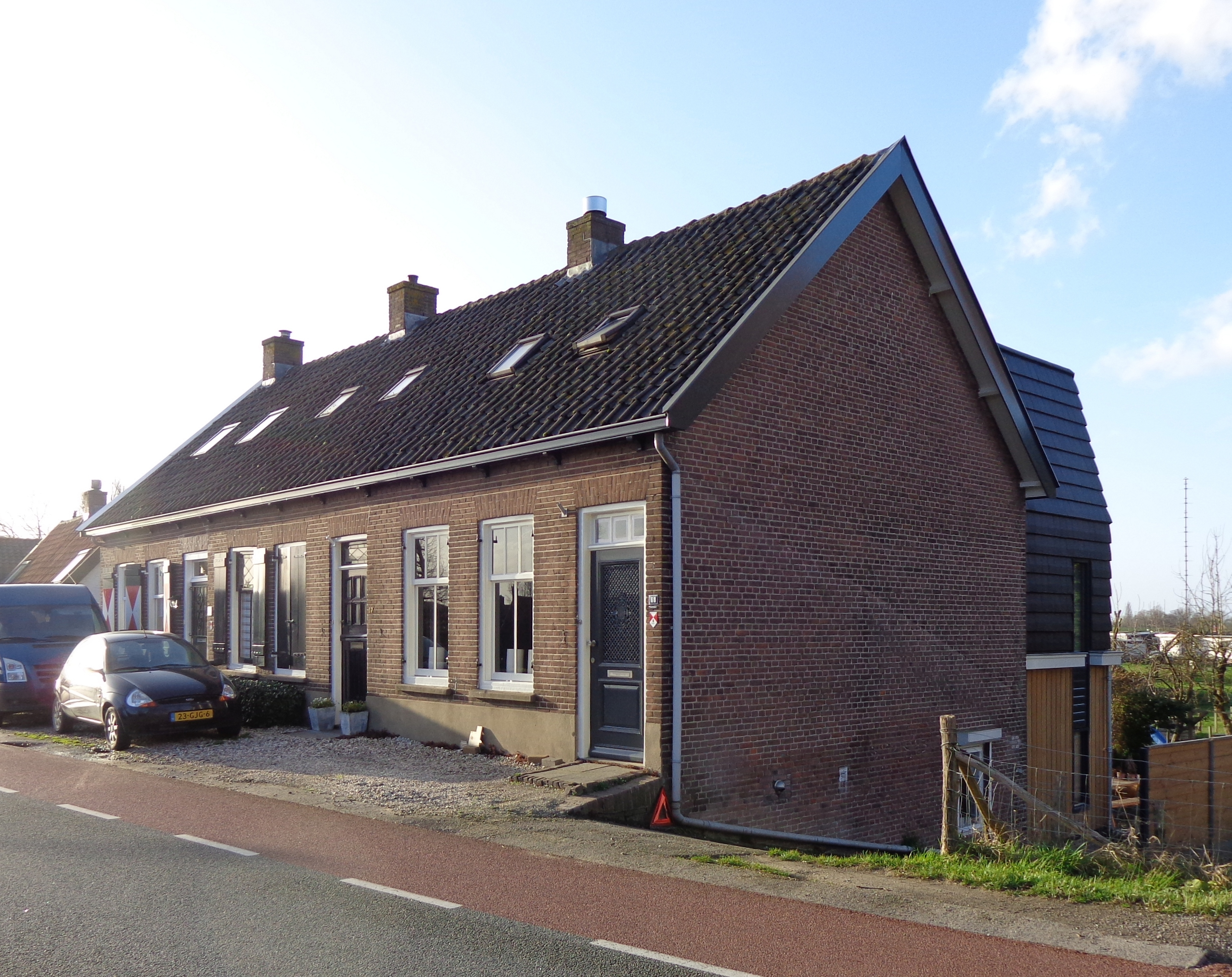
Сільська забудова
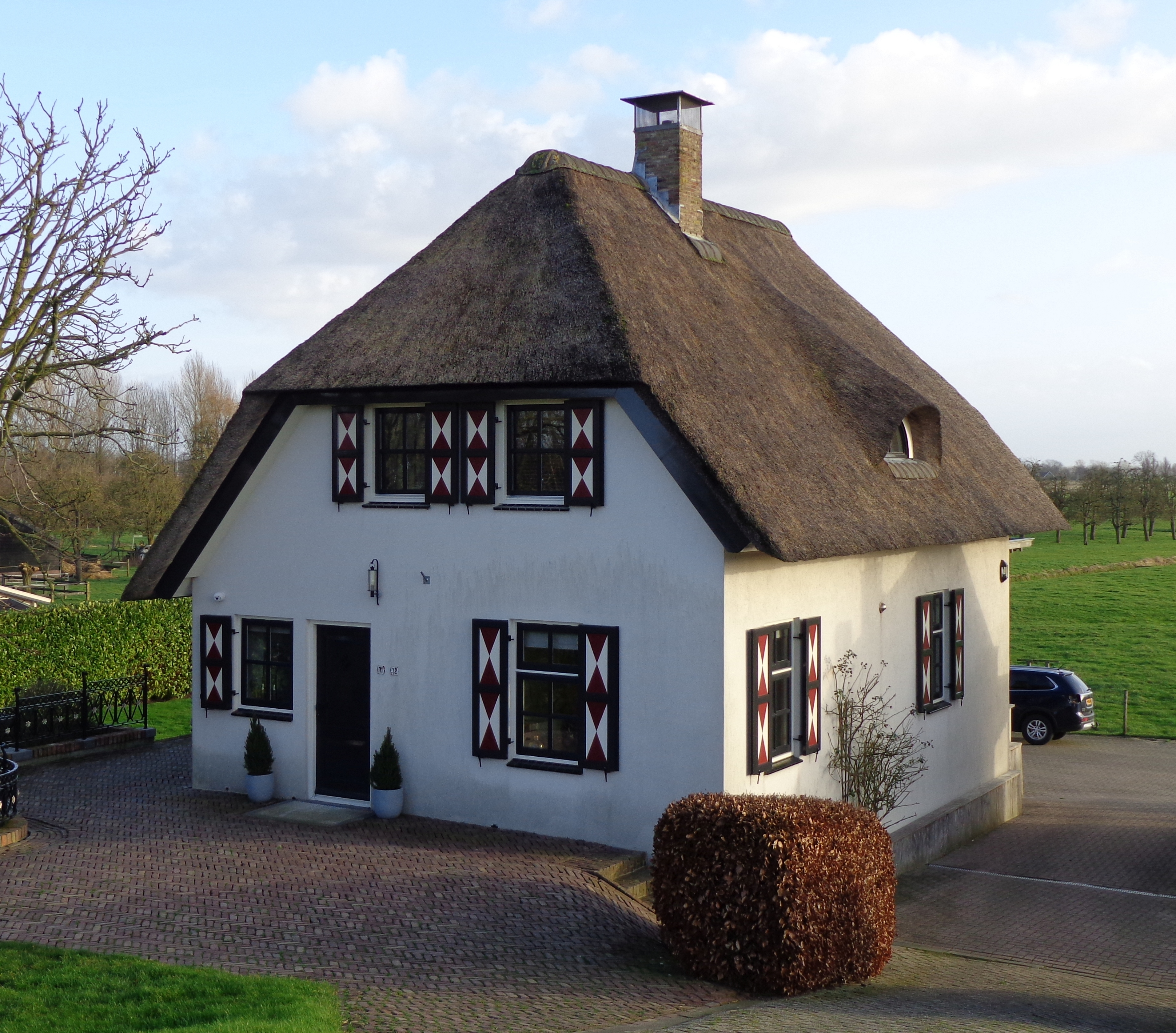
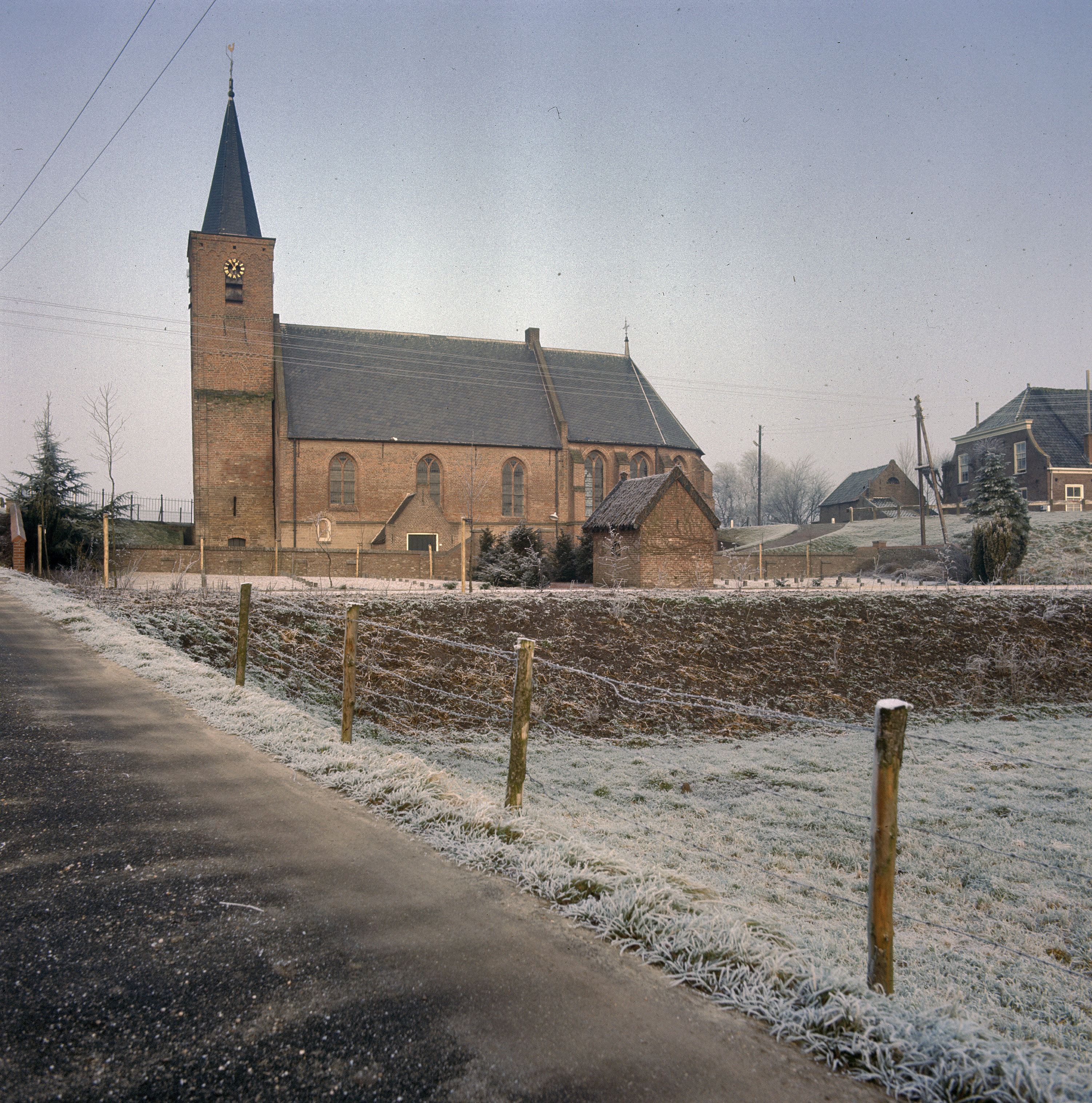
Церква у селі